# Ourapteryx claretta
Ourapteryx claretta är en fjärilsart som beskrevs av Holloway 1982. Ourapteryx claretta ingår i släktet Ourapteryx och familjen mätare. Inga underarter finns listade i Catalogue of Life.

## Bildgalleri

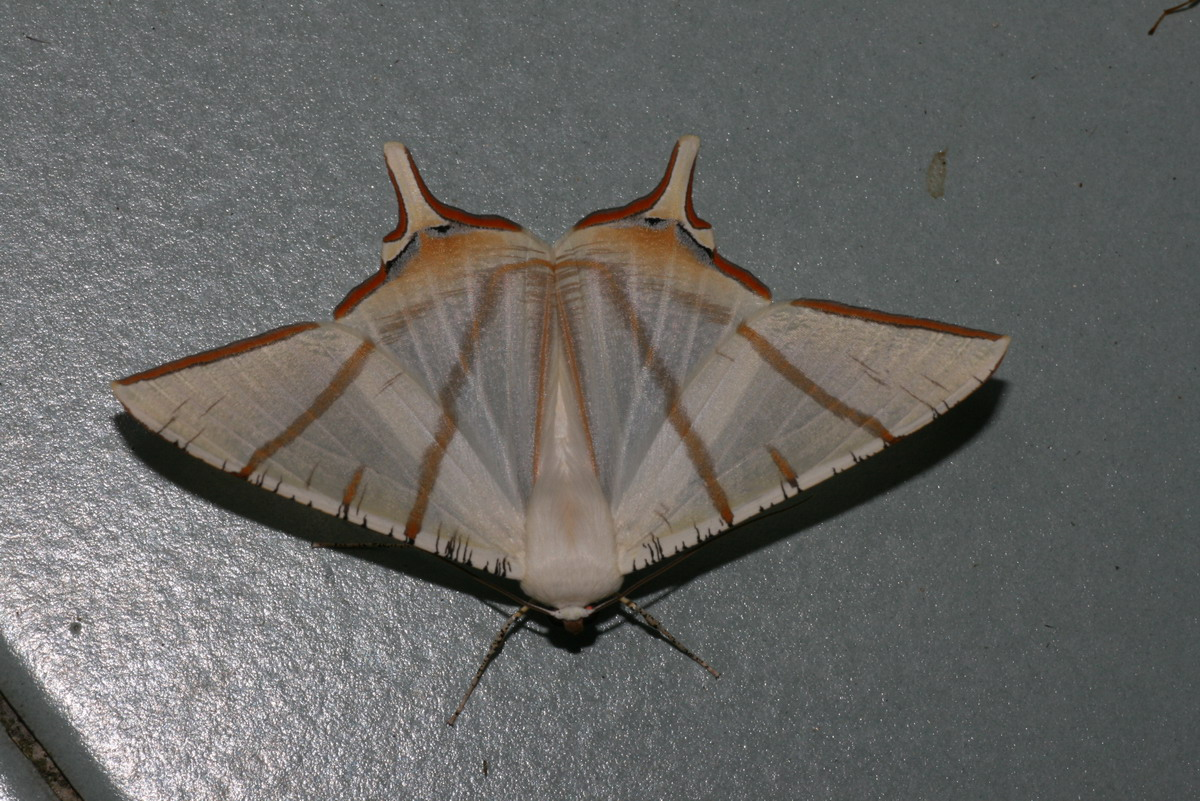